# Interstate 84 (est)
Pour les articles homonymes, voir I84, Interstate 84 et Route 84.
L'Interstate 84 (I-84) est une autoroute du Nord-est des États-Unis qui s'étend de Dunmore, Pennsylvanie, (près de Scranton) à un échangeur avec l'I-81 jusqu'à Sturbridge, Massachusetts, à un échangeur avec l'I-90 (Massachusetts Turnpike). Parmi les villes importantes sur son trajet se trouve Hartford, Connecticut. L'autoroute est un lien important entre New York et Boston. Une autre autoroute porte le numéro I-84 et se trouve au Nord-ouest des États-Unis.

## Description du tracé
|       | mi     | km     |
| ----- | ------ | ------ |
| PA    | 54,87  | 88,30  |
| NY    | 71,79  | 115,53 |
| CT    | 97,90  | 157,55 |
| MA    | 8,15   | 13,12  |
| Total | 232,71 | 374,51 |

### Pennsylvanie

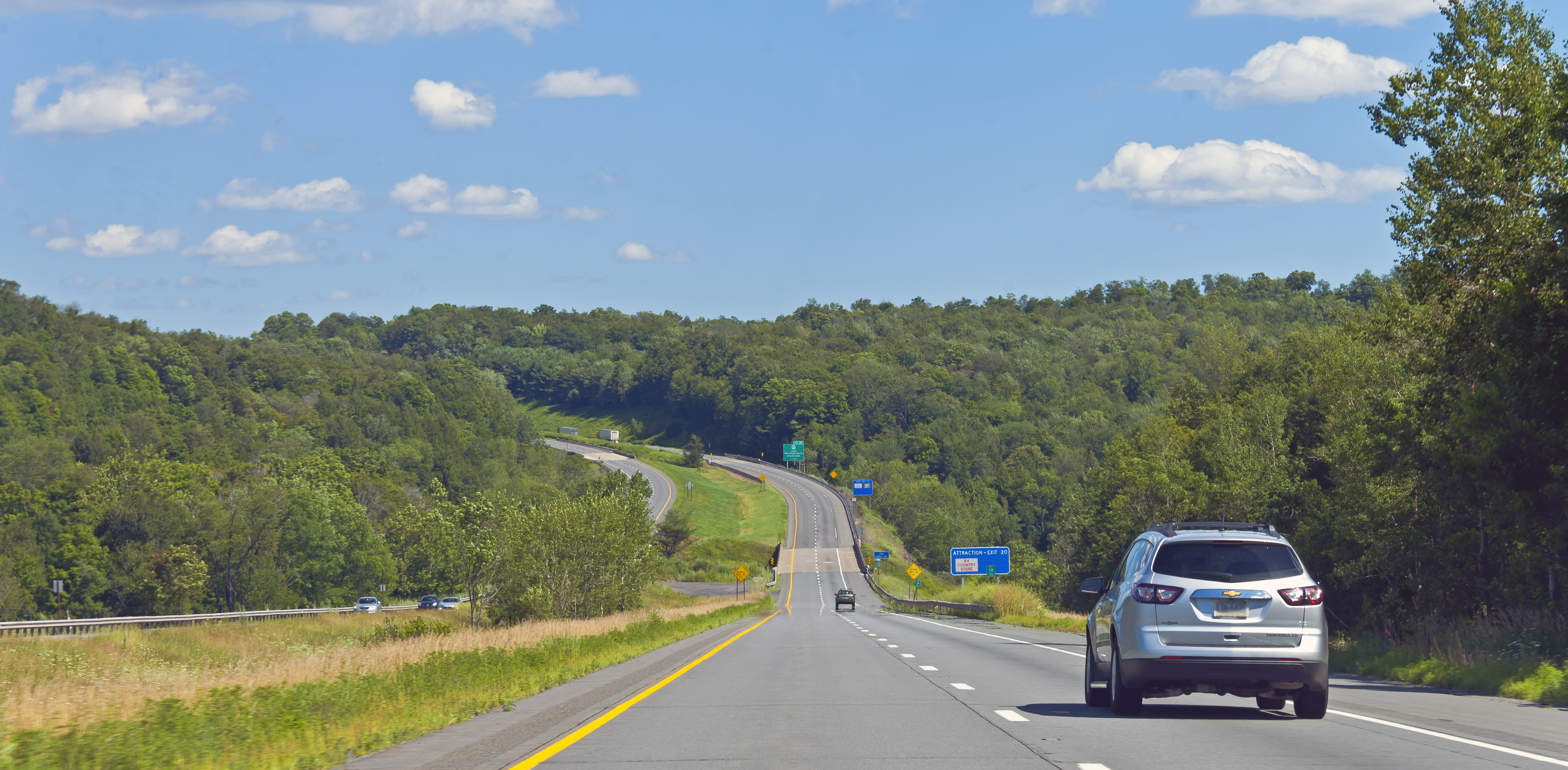
I-84 entrant dans le comté de Pike depuis le comté de Wayne

L'I-84 débute en Pennsylvanie à la jonction avec l'I-81 à Dunmore, une banlieue de l'est de Scranton. Après deux miles (3,2 km), l'I-84 rencontre l'I-380. À cet endroit, l'I-84 se dirige vers l'est en direction des comtés de Wayne et de Pike.
Le segment de l'I-84 en Pennsylvanie est faiblement urbanisé. Il n'y a aucune ville importante le long de l'autoroute. Le paysage de l'autoroute est principalement constitué de forêts denses ainsi que d'une zone marécageuse au sud du comté de Wayne. L'I-84 atteint son altitude la plus élevée en Pennsylvanie près de la sortie 8 avec 1 800 pieds (550 m).

### New York

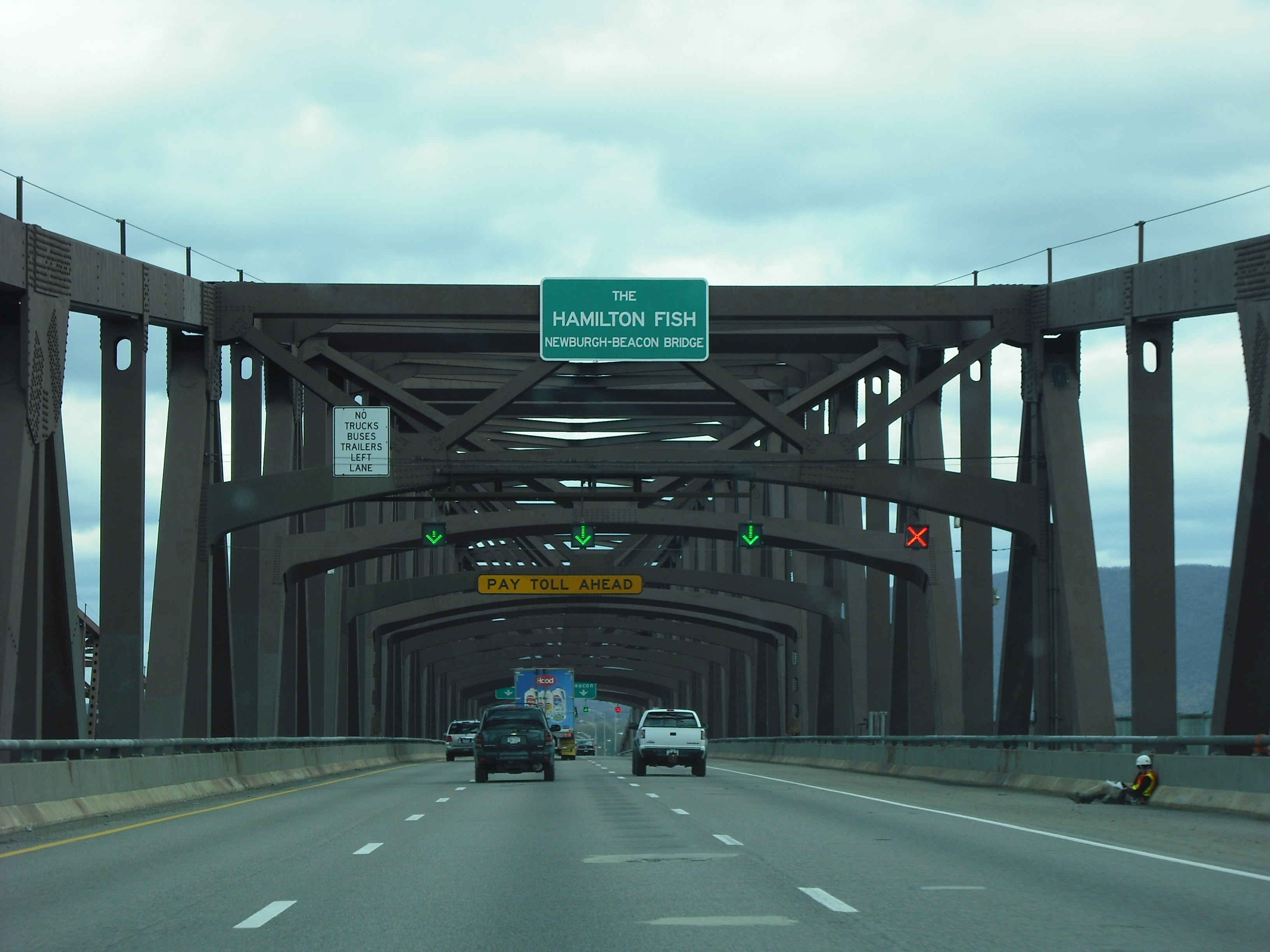
Traversée du Pont Newburgh–Beacon en direction est

L'I-84 entre dans l'État de New York en traversant le fleuve Delaware et la rivière Neversink sur un long pont au sud de Port Jervis, la première ville importante sur le tracé. Au sud de la route, à la jonction entre les deux cours d'eau, se trouve le Tri-States Monument à l'endroit où le New Jersey, l'État de New York et la Pennsylvanie se rencontrent. Le premier mile (1,6 km) de la route dans l'État de New York suit la frontière avec le New Jersey. L'autoroute bifurque ensuite vers le nord pour grimper la Shawangunk Ridge et entrer dans le comté d'Orange. C'est là qu'elle croisera la NY 17 (Future I-86) ainsi que l'I-87 (New York State Thruway). L'I-84 passe par le Pont Newburgh–Beacon au-dessus du fleuve Hudson à Newburgh.
À l'est du pont et de la ville de Beacon, l'I-84 continue de se diriger à l'est dans le comté de Dutchess. L'autoroute commence à tourner vers le sud dans les zones montagneuses à l'est de la Taconic State Parkway et entre dans le comté de Putnam. À Brewster, où l'I-684 se dirige au sud vers New York, l'autoroute reprend son alignement vers l'est en direction du Connecticut.

### Connecticut

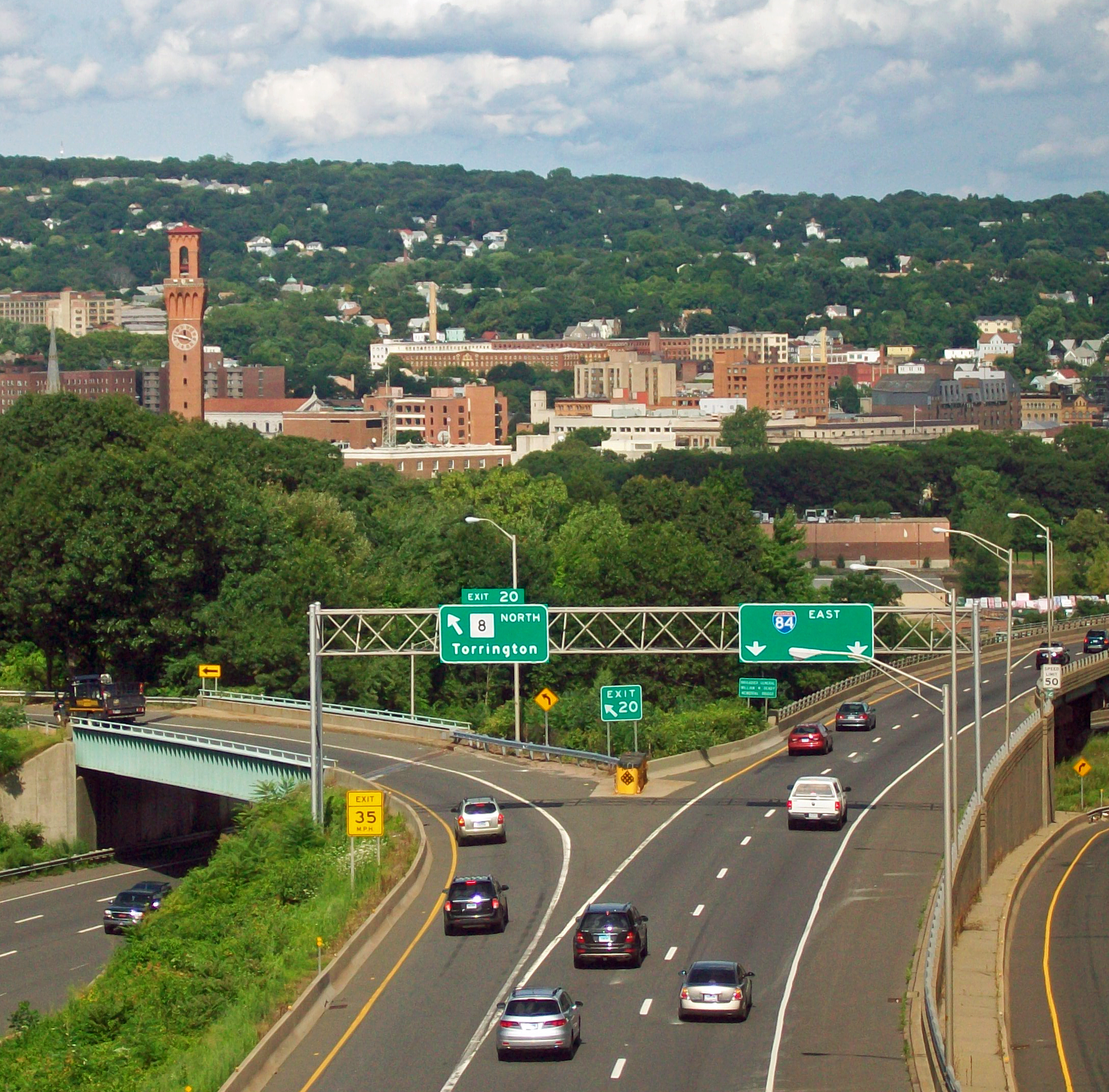
I-84 est juste avant de devenir un viaduc surélevé dans le centre de Waterbury

L'autoroute entre au Connecticut dans la ville de Danbury. À l'endroit où l'I-84 rencontre la US 7, l'autoroute bifurque de l'est vers le nord. Un peu plus loin, la US 6 et la US 202 forment un multiplex avec l'autoroute.
Le multiplex prend fin un peu plus loin et l'I-84 poursuit son parcours dans la campagne. Elle traverse la rivière Housatonic et se dirige vers le nord-est. L'autoroute traverse la ville de Waterbury via des viaducs surélevés avec les voies superposées.
Après avoir passé par cette ville, l'autoroute continue vers l'est pour atteindre Milldale, là où l'I-691 débute vers l'est alors que l'I-84 va au nord. L'autoroute passe par New Britain pour atteindre Hartford, la capitale de l'État et la plus grande ville du tracé de l'I-84. Après avoir croisé l'I-91, la route traverse le fleuve Connecticut sur le pont Bulkeley, le plus vieux de toutes les autoroutes Interstates. L'I-84 dessert la communauté étudiante de l'Université du Connecticut avant de se diriger vers Tolland. L'autoroute continue vers le nord-est à travers la campagne pour atteindre la frontière avec le Massachusetts. Elle quitte le Connecticut dans la ville d'Union.

### Massachusetts
L'autoroute entre dans l'État au sud-est de Holland. L'I-84 n'a que trois sorties au Massachusetts, avant de se terminer à la jonction avec l'I-90 (Massachusetts Turnpike).

## Liste des sorties

### Pennsylvanie
| Interstate 84                             |                         |       |       |                         |                                                        |                                                              |
| Comté                                     | Municipalité            | mi    | km    | Sortie                  | Intersections / Destinations                           | Notes                                                        |
| Lackawanna                                | Dunmore                 | 0,00  | 0,00  |                         | I-81 nord / US 6 ouest vers PA 347 (en) – Binghamton   | Sortie 187 de l'I-81; terminus ouest du multiplex avec I-380 |
| Lackawanna                                | Dunmore                 | 0,00  | 0,00  | I-81 sud – Wilkes-Barre |                                                        | Sortie 187 de l'I-81; terminus ouest du multiplex avec I-380 |
| Lackawanna                                | Dunmore                 | 0,00  | 0,00  | US 6 est – Carbondale   |                                                        | Sortie 187 de l'I-81; terminus ouest du multiplex avec I-380 |
| Lackawanna                                | Dunmore                 | 1,27  | 2,04  | 1                       | Tigue Street                                           |                                                              |
| Lackawanna                                | Dunmore                 | 2,46  | 3,95  | 2                       | PA 435 (en) sud – Elmhurst                             | Sortie direction est, entrée direction ouest                 |
| Lackawanna                                | Roaring Brook Township  | 4,31  | 6,94  | 4                       | I-380 sud – Mount Pocono                               | Terminus est du multiplex avec I-380                         |
| Lackawanna                                | Jefferson Township      | 9,06  | 14,59 | 8                       | PA 247 (en) nord vers PA 348 (en) – Mount Cobb, Hamlin |                                                              |
| Wayne                                     | Sterling Township       | 17,53 | 28,21 | 17                      | PA 191 (en) sud – Hamlin, Newfoundland                 |                                                              |
| Pike                                      | Greene Township         | 20,90 | 33,64 | 20                      | PA 507 (en) – Lac Wallenpaupack, Greentown             |                                                              |
| Pike                                      | Palmyra Township        | 27,02 | 43,48 | 26                      | PA 390 (en) – Tafton, Promised Land State Park         |                                                              |
| Pike                                      | Blooming Grove Township | 31,03 | 49,93 | 30                      | PA 402 (en) – Porters Lake, Blooming Grove             |                                                              |
| Pike                                      | Dingman Township        | 34,91 | 56,19 | 34                      | PA 739 (en) – Lords Valley, Dingman Ferry              |                                                              |
| Pike                                      | Milford Township        | 46,86 | 75,42 | 46                      | US 6 – Milford                                         |                                                              |
| Pike                                      | Matamoras               | 53,70 | 86,42 | 53                      | US 6 / US 209 – Matamoras, Milford                     |                                                              |
| Fleuve Delaware                           | Fleuve Delaware         | 54,64 | 87,93 | Pont de l'Interstate 84 | Pont de l'Interstate 84                                | Pont de l'Interstate 84                                      |
| Fleuve Delaware                           | Fleuve Delaware         | 54,87 | 88,31 |                         | I-84 est – Port Jervis                                 | Continue dans l'État de New York                             |
| - Terminus de multiplex - Accès incomplet |                         |       |       |                         |                                                        |                                                              |

### New York
| Interstate 84                                     |                           |       |        |                                                         |                                                          | |
| Comté                                             | Municipalité              | mi    | km     | Sortie                                                  | Intersections / Destinations                             | Notes |
| Fleuve Delaware                                   | Fleuve Delaware           | 0,00  | 0,00   |                                                         | I-84 ouest – Scranton                                    | Continue en Pennsylvanie                                                                                     |
| Orange                                            | Deerpark                  | 0,66  | 1,06   | 1                                                       | US 6 / Route 23 – Milford                                | |
| Orange                                            | Greenville                | 3,40  | 5,47   | Aire de stationnement                                   | Aire de stationnement                                    | Aire de stationnement                                                                                        |
| Orange                                            | Greenville                | 4,76  | 7,66   | 4                                                       | Mountain Road (CR 35)                                    | |
| Orange                                            | Wawayanda                 | 15,44 | 24,85  | 15                                                      | US 6 / NY 17M (en) – Goshen, Middletown                  | Indiqué sortie 15A (est) et 15B (ouest)                                                                      |
| Orange                                            | Wawayanda                 | 16,90 | 27,20  | Aire de repos de Middletown (direction est)             | Aire de repos de Middletown (direction est)              | Aire de repos de Middletown (direction est)                                                                  |
| Orange                                            | Wallkill                  | 19,10 | 30,74  | 19                                                      | Future I-86 / NY 17 (en) – New York, Binghamton          | Indiqué sortie 19A (est) et 19B (ouest); sortie 121 de l'I-86                                                |
| Orange                                            | Wallkill                  | 23,63 | 38,03  | Aire de repos de Middletown (direction ouest)           | Aire de repos de Middletown (direction ouest)            | Aire de repos de Middletown (direction ouest)                                                                |
| Orange                                            | Montgomery                | 28,78 | 46,32  | 28                                                      | NY 208 (en) – Maybrook, Walden                           | |
| Orange                                            | Newburgh                  | 32,99 | 53,09  | 32                                                      | NY 747 (en) – Aéroport Stewart                           | |
| Orange                                            | Newburgh                  | 34,14 | 54,94  | 34                                                      | NY 17K (en) – Montgomery, Newburgh                       | |
| Orange                                            | Newburgh                  | 36,54 | 58,81  | 36A                                                     | I-87 Toll / New York Thruway – Albany, New York          | Sortie 17 de l'I-87                                                                                          |
| Orange                                            | Newburgh                  | 36,54 | 58,81  | 36B                                                     | NY 300 (en) (Union Avenue)                               | |
| Orange                                            | Newburgh                  | 37,44 | 60,25  | 37                                                      | NY 52 (en) ouest – Walden                                | Terminus ouest du multiplex avec NY 52                                                                       |
| Orange                                            | Newburgh                  | 39,04 | 62,83  | 39                                                      | US 9W / NY 32 – Newburgh, Highland                       | Indiqué sortie 39A (Newburgh) et 39B (Highland) en direction ouest; dessert le traversier de Newburgh–Beacon |
| Fleuve Hudson                                     | Fleuve Hudson             | 40,23 | 64,74  | Pont Newburgh–Beacon (péage en direction est seulement) | Pont Newburgh–Beacon (péage en direction est seulement)  | Pont Newburgh–Beacon (péage en direction est seulement)                                                      |
| Dutchess                                          | Fishkill                  | 41,49 | 66,77  | 41                                                      | NY 9D (en) – Beacon, Wappingers Falls, Cold Spring       | |
| Dutchess                                          | Fishkill                  | 44,77 | 72,05  | 44                                                      | NY 52 (en) est – Fishkill                                | Terminus est du multiplex avec NY 52                                                                         |
| Dutchess                                          | Fishkill                  | 46,24 | 74,42  | 46                                                      | US 9 – Poughkeepsie, Peekskill                           | Indiqué sortie 46A (sud) et 46B (nord) en direction ouest                                                    |
| Dutchess                                          | East Fishkill             | 50,44 | 81,18  | 50                                                      | Lime Klin Road (CR 27)                                   | |
| Dutchess                                          | East Fishkill             | 52,64 | 84,72  | 52                                                      | Taconic State Parkway (en) – Albany, New York            | Indiqué sortie 52A (sud) et 52B (nord)                                                                       |
| Dutchess                                          | East Fishkill             | 55,20 | 88,84  | Aire de repos de Stormville                             | Aire de repos de Stormville                              | Aire de repos de Stormville                                                                                  |
| Limite Dutchess–Putnam                            | Limite East Fishkill–Kent | 58,84 | 94,69  | 58                                                      | CR 43 (Ludingtonville Road)                              | |
| Putnam                                            | Limite Kent–Patterson     | 61,80 | 99,46  | 61                                                      | NY 311 (en) – Lake Carmel, Patterson                     | |
| Putnam                                            | Southeast                 | 65,44 | 105,32 | 65                                                      | NY 312 (en) – Carmel, Brewster                           | |
| Putnam                                            | Southeast                 | 68,30 | 109,92 | 68                                                      | I-684 sud / NY 22 (en) – White Plains, New York, Pawling | Indiqué sortie 68A (I-684) et 68B (NY 22) en direction est                                                   |
| Putnam                                            | Southeast                 | 69,26 | 111,46 | 69                                                      | US 6 / US 202 / NY 121 (en) – North Salem, Brewster      | Sortie direction ouest, entrée direction est                                                                 |
| Putnam                                            | Southeast                 | 71,46 | 115,00 |                                                         | I-84 est – Danbury                                       | Continue au Connecticut                                                                                      |
| - Terminus de multiplex - Péage - Accès incomplet |                           |       |        |                                                         |                                                          | |

### Connecticut
| Interstate 84                                                     |                             |       |        |                            |                                                                                            | |
| Comté                                                             | Municipalité                | mi    | km     | Sortie                     | Intersections / Destinations                                                               | Notes                                                                                               |
| Fairfield                                                         | Danbury                     | 0,00  | 0,00   |                            | I-84 ouest – Newburgh                                                                      | Continue dans l'État de New York                                                                    |
| Fairfield                                                         | Danbury                     | 0,04  | 0,06   | 1                          | Saw Mill Road                                                                              | |
| Fairfield                                                         | Danbury                     | 0,78  | 1,26   | 2                          | US 6 / US 202 (Mill Plain Road) / Old Ridgebury Road                                       | Indiqué sortie 2A (Old Ridgebury Road) et 2B (US 6 / US 202) en direction ouest                     |
| Fairfield                                                         | Danbury                     | 0,78  | 1,26   | —                          | Aire de repos / Centre d'accueil touristique                                               | Sortie et entrée direction est via sortie 2                                                         |
| Fairfield                                                         | Danbury                     | 3,24  | 5,21   | 3                          | US 7 sud – Norwalk                                                                         | Terminus ouest du multiplex avec US 7                                                               |
| Fairfield                                                         | Danbury                     | 3,76  | 6,05   | 4                          | US 6 / US 202 ouest (Lake Avenue)                                                          | Terminus ouest du multiplex avec US 6 / US 202                                                      |
| Fairfield                                                         | Danbury                     | 5,27  | 8,48   | 5                          | Route 39 (en) / Route 53 (en) – Centre-ville de Danbury, Bethel                            | |
| Fairfield                                                         | Danbury                     | 5,84  | 9,40   | 6                          | Route 37 (en) – New Fairfield                                                              | Sortie direction ouest, entrée direction est                                                        |
| Fairfield                                                         | Danbury                     | 7,34  | 11,81  | 7                          | US 7 nord / US 202 est – Brookfield, New Milford                                           | Terminus est du multiplex avec US 7 / US 202                                                        |
| Fairfield                                                         | Limite Danbury–Bethel       | 8,17  | 13,15  | 8                          | US 6 est (Newtown Road) – Bethel                                                           | Terminus est du multiplex avec US 6                                                                 |
| Fairfield                                                         | Limite Brookfield–Newton    | 11,44 | 18,41  | 9                          | Route 25 (en) – Brookfield                                                                 | |
| Fairfield                                                         | Newton                      | 15,12 | 24,33  | 10                         | US 6 ouest – Newtown, Sandy Hook                                                           | Terminus ouest du multiplex avec US 6                                                               |
| Fairfield                                                         | Newton                      | 16,14 | 25,97  | 11                         | Route 34 (en) est / Route 25 (en) sud – Derby, New Haven, Bridgeport                       | |
| Rivière Housatonic                                                | Rivière Housatonic          | 18,48 | 29,74  | Pont Rochambeau            | Pont Rochambeau                                                                            | Pont Rochambeau                                                                                     |
| New Haven                                                         | Southbury                   | 18,74 | 30,16  | 13r                        | River Road                                                                                 | Sortie direction est, entrée direction ouest                                                        |
| New Haven                                                         | Southbury                   | 20,21 | 32,52  | 14                         | Route 172 (en) – South Britain                                                             | |
| New Haven                                                         | Southbury                   | 22,00 | 35,41  | 15                         | US 6 est / Route 67 (en)– Southbury                                                        | Terminus est du multiplex avec US 6                                                                 |
| New Haven                                                         | Southbury                   | 24,80 | 39,91  | 16                         | Route 188 (en) – Southford, Middlebury                                                     | |
| New Haven                                                         | Limite Middlebury–Waterbury | 29,81 | 47,97  | 17                         | Route 63 (en) – Watertown, Naugatuck                                                       | Indication direction est                                                                            |
| New Haven                                                         | Limite Middlebury–Waterbury | 30,48 | 49,05  | 17                         | Route 64 (en) / Route 63 (en) – Middlebury, Watertown                                      | Indication direction ouest                                                                          |
| New Haven                                                         | Waterbury                   | 31,35 | 50,45  | 18                         | Chase Parkway                                                                              | Indication direction est                                                                            |
| New Haven                                                         | Waterbury                   | 31,65 | 50,94  | 18                         | West Main Street / Highland Avenue                                                         | Indication direction ouest                                                                          |
| New Haven                                                         | Waterbury                   | 32,02 | 51,53  | 19                         | Route 8 (en) sud – Bridgeport                                                              | |
| New Haven                                                         | Waterbury                   | 32,02 | 51,53  | 20                         | Route 8 (en) nord – Torrington                                                             | |
| New Haven                                                         | Waterbury                   | 32,45 | 52,22  | 21                         | Meadow Street / Bank Street                                                                | |
| New Haven                                                         | Waterbury                   | 32,60 | 52,46  | 22                         | Baldwin Street / Union Street – Centre-ville de Waterbury                                  | Indiqué direction est pour Baldwin Street, direction ouest pour Union Street                        |
| New Haven                                                         | Waterbury                   | 33,02 | 53,14  | 23                         | Route 69 (en) (Hamilton Avenue) – Wolcott, Prospect                                        | |
| New Haven                                                         | Waterbury                   | 34,36 | 55,30  | 25                         | Harpers Ferry Road / Reidville Drive                                                       | Indication direction est                                                                            |
| New Haven                                                         | Waterbury                   | 35,62 | 57,32  | 25                         | East Main Street / Scott Road                                                              | Indication direction ouest                                                                          |
| New Haven                                                         | Waterbury                   | 36,73 | 59,11  | 25A                        | Austin Road                                                                                | Dessert l'Université de Bridgeport                                                                  |
| New Haven                                                         | Cheshire                    | 38,12 | 61,35  | 26                         | Route 70 (en) – Cheshire, Prospect                                                         | Prospect indiqué en direction ouest                                                                 |
| New Haven                                                         | Cheshire                    | 40,04 | 64,44  | 27                         | I-691 est – Meriden                                                                        | Sortie 7-8 de l'I-691                                                                               |
| Hartford                                                          | Southington                 | 40,68 | 65,47  | 28                         | Route 322 (en) – Marion, Milldale, Wolcott                                                 | |
| Hartford                                                          | Southington                 | 41,89 | 67,42  | 29                         | Route 10 (en) – Milldale                                                                   | Sortie direction ouest, entrée direction est                                                        |
| Hartford                                                          | Southington                 | 42,52 | 68,43  | 30                         | West Main Street / Marion Avenue                                                           | Indiqué Centre-ville de Southington / Plainsville en direction est                                  |
| Hartford                                                          | Southington                 | 44,34 | 71,36  | 31                         | Route 229 (en) (West Street) – Bristol                                                     | |
| Hartford                                                          | Southington                 | 46,23 | 74,40  | 32                         | Route 10 (en) (Queen Street)                                                               | Indiqué Centre-ville de Southington en direction ouest                                              |
| Hartford                                                          | Plainville                  | 48,98 | 78,83  | 33                         | Route 72 (en) ouest – Bristol                                                              | Sortie direction est, entrée direction ouest                                                        |
| Hartford                                                          | Plainville                  | 49,41 | 79,52  | 34                         | Route 372 (en) / (Crooked Street) – Plainville                                             | Sortie direction ouest via sortie 33                                                                |
| Hartford                                                          | Plainville                  | 49,48 | 79,63  | 33                         | Route 72 (en) ouest – Bristol                                                              | Terminus ouest du multiplex avec Route 72; sortie direction ouest, entrée direction est             |
| Hartford                                                          | New Britain                 | 50,00 | 80,47  | 35                         | Route 72 (en) est vers Route 9 (en) – New Britain, Middletown                              | Terminus est du multiplex avec Route 72                                                             |
| Hartford                                                          | New Britain                 | 50,65 | 81,51  | 36                         | Slater Road                                                                                | |
| Hartford                                                          | Farmington                  | 53,24 | 85,68  | 37                         | Fienemann Road                                                                             | |
| Hartford                                                          | Farmington                  | 54,04 | 86,97  | 38                         | US 6 ouest – Bristol                                                                       | Terminus ouest du multiplex avec US 6                                                               |
| Hartford                                                          | Farmington                  | 54,35 | 87,47  | 39                         | Route 4 (en) – Farmington                                                                  | |
| Hartford                                                          | Farmington                  | 54,99 | 88,50  | 39A                        | Route 9 (en) sud – Newington                                                               | |
| Hartford                                                          | West Hartford               | 56,27 | 90,56  | 40                         | Route 71 (en) (New Britain Avenue) – Corbins Corner                                        | |
| Hartford                                                          | West Hartford               | 57,23 | 92,10  | 41                         | South Main Street – Elmwood                                                                | |
| Hartford                                                          | West Hartford               | 58,05 | 93,42  | 42                         | Trout Brook Drive – Elmwood                                                                | Sortie direction ouest, entrée direction est                                                        |
| Hartford                                                          | West Hartford               | 57,95 | 93,26  | 43                         | Park Road – Centre-ville de West Hartford                                                  | |
| Hartford                                                          | West Hartford               | 59,17 | 95,22  | 44                         | Prospect Avenue / Oakwood Avenue                                                           | |
| Hartford                                                          | Hartford                    | 59,93 | 96,45  | 45                         | Flatbush Avenue                                                                            | Sortie direction ouest, entrée direction est                                                        |
| Hartford                                                          | Hartford                    | 60,45 | 97,28  | 46                         | Sisson Avenue / West Boulevard                                                             | |
| Hartford                                                          | Hartford                    | 61,04 | 98,23  | 47                         | Sigourney Street                                                                           | Sortie direction ouest, entrée direction est                                                        |
| Hartford                                                          | Hartford                    | 61,38 | 98,78  | 48B                        | Asylum Street                                                                              | Indiqué sortie 48 en direction ouest                                                                |
| Hartford                                                          | Hartford                    | 61,38 | 98,78  | 48A                        | Capitol Avenue                                                                             | Sortie direction est, entrée direction ouest                                                        |
| Hartford                                                          | Hartford                    | 61,99 | 99,76  | 49                         | Chapel Street / High Street / Ann Uccello Street                                           | Sortie direction est, entrée direction ouest; Ann Uccello Street indiqué en direction est seulement |
| Hartford                                                          | Hartford                    | 62,04 | 99,84  | 50                         | Main Street                                                                                | Sortie direction est, entrée direction ouest                                                        |
| Hartford                                                          | Hartford                    | 62,13 | 99,99  | 51                         | I-91 nord – Springfield, Aéroport international Bradley                                    | Sortie 32B (ouest) et 30 (est) de l'I-91 sud                                                        |
| Hartford                                                          | Hartford                    | 62,51 | 100,60 | 52                         | I-91 sud – New Haven                                                                       | Accès direction ouest via sortie 50                                                                 |
| Hartford                                                          | Hartford                    | 62,60 | 100,74 | 50                         | US 44 ouest (Main Street) vers I-91 sud – Centre-ville d'Hartford, New Haven               | Terminus ouest du multiplex avec US 44; sortie direction ouest, entrée direction est                |
| Hartford                                                          | East Hartford               | 62,58 | 101,51 | Pont Bulkeley              | Pont Bulkeley                                                                              | Pont Bulkeley                                                                                       |
| Hartford                                                          | East Hartford               | 62,95 | 101,31 | 53                         | US 44 est (Connecticut Boulevard) / East River Drive – East Hartford                       | Terminus est du multiplex avec US 44; pas de sortie en direction ouest                              |
| Hartford                                                          | East Hartford               | 63,37 | 101,98 | 54                         | Route 2 (en) ouest – Centre-ville d'Hartford                                               | Sortie direction ouest, entrée direction est; terminus ouest des voies HOV                          |
| Hartford                                                          | East Hartford               | 63,18 | 101,68 | 55                         | Route 2 (en) est – Norwich, New London                                                     | |
| Hartford                                                          | East Hartford               | 63,37 | 101,98 | 56                         | Governor Street – Centre-ville d'East Hartford                                             | |
| Hartford                                                          | East Hartford               | 63,37 | 101,98 | —                          | US 5 (Main Street)                                                                         | Entrée direction ouest seulement                                                                    |
| Hartford                                                          | East Hartford               | 63,37 | 101,98 | —                          | Voies réservées – Autobus et voitures comptant 2 personnes                                 | Terminus ouest des voies HOV                                                                        |
| Hartford                                                          | East Hartford               | 64,84 | 104,35 | 57                         | Route 15 (en) sud vers I-91 sud – Charter Oak Bridge, New York                             | Sortie direction ouest, entrée direction est                                                        |
| Hartford                                                          | East Hartford               | 64,64 | 104,03 | —                          | Silver Lane                                                                                | Accès réservé aux HOV; sortie direction ouest, entrée direction est                                 |
| Hartford                                                          | East Hartford               | 64,64 | 104,03 | 58                         | Roberts Street / Silver Lane / Burnside Avenue                                             | |
| Hartford                                                          | East Hartford               | 66,43 | 106,91 | 59                         | I-384 est – Providence                                                                     | Sortie 1 de l'I-384                                                                                 |
| Hartford                                                          | East Hartford               | 66,43 | 106,91 | —                          | I-384 est – Providence                                                                     | Accès réservé aux HOV; sortie direction est, entrée direction ouest                                 |
| Hartford                                                          | Manchester                  | 68,05 | 109,52 | 60                         | US 6 est / US 44 (Middle Turnpike West) / Burnside Avenue – Manchester, East Hartford      | Terminus est du multiplex avec US 6                                                                 |
| Hartford                                                          | Manchester                  | 68,17 | 109,71 | 61                         | I-291 ouest vers I-91 – Windsor                                                            | Sortie 6B-C de l'I-291                                                                              |
| Hartford                                                          | Manchester                  | 69,84 | 112,40 | 62                         | Buckland Street                                                                            | |
| Hartford                                                          | Manchester                  | 69,84 | 112,40 | —                          | Buckland Street                                                                            | Accès réservé aux HOV; sortie direction est, entrée direction ouest                                 |
| Hartford                                                          | Manchester                  | 71,60 | 115,23 | 63                         | Route 30 (en) / Route 83 (en) – South Windsor, Manchester                                  | |
| Tolland                                                           | Vernon                      | 73,00 | 117,48 | 64                         | Route 30 (en) / Route 83 (en) sud – Centre des affaires de Vernon, Rockville, Talcottville | |
| Tolland                                                           | Vernon                      | 73,00 | 117,48 | —                          | Route 30 (en) / Route 83 (en) – Centre-ville de Vernon, Rockville                          | Accès réservé aux HOV; sortie direction est, entrée direction ouest                                 |
| Tolland                                                           | Vernon                      | 73,27 | 117,92 | Terminus est des voies HOV | Terminus est des voies HOV                                                                 | Terminus est des voies HOV                                                                          |
| Tolland                                                           | Vernon                      | 73,00 | 117,48 | 65                         | Route 30 (en) nord – Centre-ville de Vernon                                                | |
| Tolland                                                           | Vernon                      | 74,80 | 120,38 | 66                         | Tunnel Road – Vernon, Bolton                                                               | |
| Tolland                                                           | Vernon                      | 77,28 | 124,37 | 67                         | Route 31 (en) – Rockville, Coventry                                                        | |
| Tolland                                                           | Tolland                     | 81,06 | 130,45 | 68                         | Route 195 (en) – Tolland, Mansfield, Storrs                                                | |
| Tolland                                                           | Tolland                     | 83,99 | 135,17 | 69                         | Route 74 (en) vers US 44 – Willington, Putnam                                              | |
| Tolland                                                           | Willington                  | 85,58 | 137,73 | 70                         | Route 32 (en) – Stafford Springs, Willington, Mansfield, Willimantic                       | |
| Tolland                                                           | Willington                  | 87,79 | 141,28 | 71                         | Route 320 (en) sud (Ruby Road)                                                             | |
| Limite Windham–Tolland                                            | Limite Ashford–Union        | 92,05 | 148,14 | 72                         | Route 89 (en) – Westford, Ashford                                                          | |
| Tolland                                                           | Union                       | 93,41 | 150,33 | 73                         | Route 190 (en) – Union, Stafford Springs                                                   | |
| Tolland                                                           | Union                       | 97,38 | 156,72 | 74                         | Route 171 (en) (Holland Road) – Union, Holland                                             | |
| Tolland                                                           | Union                       | 97,90 | 157,55 |                            | I-84 est – Boston                                                                          | Continue au Massachusetts                                                                           |
| - Terminus de multiplex - Accès incomplet - Accès réservé aux HOV |                             |       |        |                            |                                                                                            | |

### Massachusetts
| Interstate 84             |              |      |       |        |                                                                |                                       |
| Comté                     | Municipalité | mi   | km    | Sortie | Intersections / Destinations                                   | Notes                                 |
| Hampden                   | Holland      | 0,00 | 0,00  |        | I-84 ouest – Hartford                                          | Continue au Connecticut               |
| Worcester                 | Sturbridge   | 0,29 | 0,47  |        | Mashapaug Road                                                 | Entrée direction ouest seulement      |
| Worcester                 | Sturbridge   | 3,25 | 5,23  | 3      | Mashapaug Road – Southbridge, Sturbridge                       |                                       |
| Worcester                 | Sturbridge   | 5,08 | 8,17  | 5      | Vers Route 131 (en) – Sturbridge, Southbridge                  |                                       |
| Worcester                 | Sturbridge   | 6,55 | 10,54 | 6      | US 20 – Worcester, Palmer                                      | Indiqué sortie 6A (est) et 6B (ouest) |
| Worcester                 | Sturbridge   | 7,71 | 12,41 |        | I-90 Toll / Mass Pike – Springfield, Albany, Worcester, Boston | Sortie 78 de l'I-90                   |
| - Péage - Accès incomplet |              |      |       |        |                                                                |                                       |

## Autoroutes reliées

### New York
- Interstate 684

### Connecticut
- Interstate 384
- Interstate 684